# 洛霍沃
48°30′17″N 22°40′39″E / 48.50472°N 22.67750°E
洛霍沃（烏克蘭語：Лохово），是烏克蘭的村落，位於該國西部外喀爾巴阡州，由穆卡切沃區負責管轄，始建於1241年，面積2.27平方公里，海拔高度135米，2024年 （页面存档备份，存于）人口1,186，人口密度每平方公里522.93人。